# Stenostomum ekmanii
Stenostomum ekmanii là một loài thực vật có hoa trong họ Thiến thảo. Loài này được (Borhidi) Borhidi miêu tả khoa học đầu tiên năm 1993.